# Adolf Schlieper junior

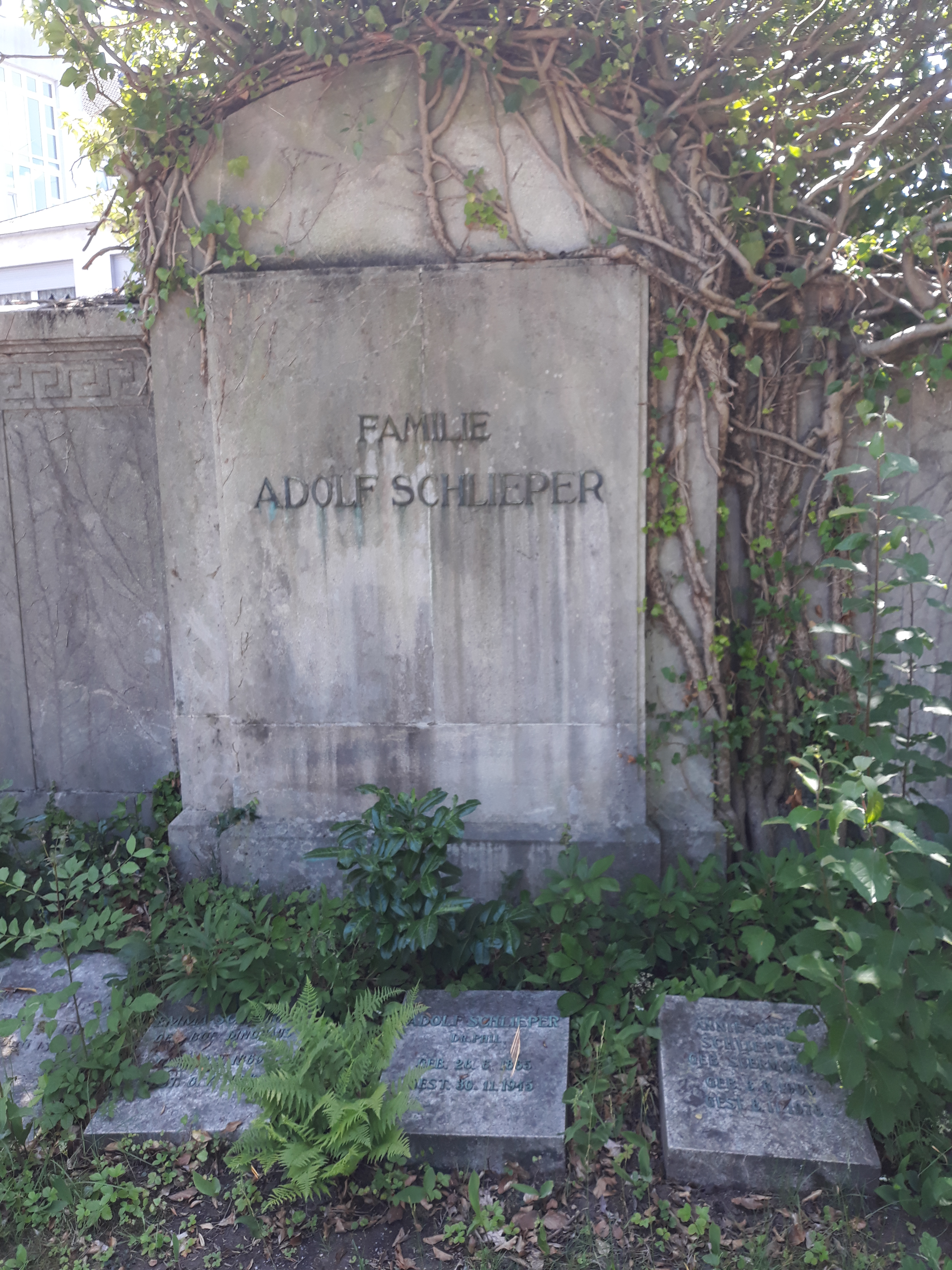
Das Grab von Adolf Schlieper junior im Familiengrab auf dem Reformierten Friedhof Hochstraße in Wuppertal-Elberfeld.

Karl Peter Adolf Schlieper (* 20. Juni 1865 in Elberfeld (heute Stadtteil von Wuppertal); † 20. November 1945 in Wuppertal) war ein deutscher Industrieller und Chemiker.

## Leben
Schlieper studierte nach dem Abitur am Elberfelder Gymnasium an der TH Dresden und später an den Universitäten zu Berlin und Würzburg Chemie. Nach seiner Promotion 1887 ging er für zwei Jahre nach Schottland und England, um dort Berufspraktika zu absolvieren, und stieg ab 1889 in das Familienunternehmen ein, das sein Vater Adolf Schlieper senior und sein Großvater bereits geführt hatten. Ab 1893 war er Teilhaber der Firma und arbeitete in den nächsten Jahren als technischer Leiter. Nach der Umwandlung des Unternehmens in eine Aktiengesellschaft im Jahr 1932 gehörte er dem Vorstand an. Im Zweiten Weltkrieg wurde die Firma 1943 zerstört. Den Wiederaufbau nach Ende des Krieges und den Konkurs 1962 erlebte Schlieper nicht mehr, er starb 1945 in seiner Heimatstadt.